# エフアンドエム
株式会社エフアンドエムは、大阪府吹田市に本社を置く中小企業向け情報サービス会社。東京証券取引所スタンダード市場上場企業。

## 概要
生命保険会社営業職員など個人事業主や小規模法人向けの記帳代行サービス、アラカルト型 人事労務クラウドソフト「オフィスステーション」シリーズの販売、中小企業向けの総務コンサルティング、ISO認証取得支援、税務・財務コンサルティング（TAXHOUSE）などの事業を行っている。

## 沿革
- 1990年7月 - 株式会社フラワーメッセージ設立。生命保険会社営業職員向けフラワーギフト事業を開始。
- 1992年7月 - 生命保険会社営業職員向けアウトソーシング事業（経理代行業）を開始。
- 1993年12月 - 株式会社エフアンドエムに商号変更。
- 1994年4月 - フラワーギフト事業廃止。
- 1995年9月 - 中小企業向け総務コンサルティング事業を開始。
- 2000年7月21日 - 大阪証券取引所ナスダック・ジャパン市場 （東京証券取引所JASDAQ）に上場。
- 2001年5月 - ISO認証取得支援事業を開始。
- 2004年7月 - TAXHOUSEの1号店を開店。
- 2006年
  - 6月 - 札幌支社を開設。
  - 9月 - 信用金庫代理業の許可を取得（一般事業者として全国初）
  - 10月 - パソコン教室事業を開始。
- 2012年
  - 4月 - SR STATION事業を開始。
  - 11月 - 経営革新等支援機関の認定を取得。
- 2015年4月 - 沖縄支社を開設。
- 2022年4月 - 市場区分の見直しにより、東京証券取引所のJASDAQ（スタンダード）からスタンダード市場に移行[2][4]

## 事業所
- 大阪本社 - 大阪府吹田市江坂町1-23-38 F&Mビル
- 東京本社 - 東京都中央区京橋1-2-5京橋TDビル6F
- 支社 - 名古屋、福岡、仙台、札幌、沖縄
- その他 - 江坂パークフロントビル（大阪府吹田市）、第3F&Mビル（大阪府吹田市）[2][5]